# Agathosma gonaquensis
Agathosma gonaquensis es una especie de arbusto perteneciente a la familia de las rutáceas. Se encuentra en  Sudáfrica.

## Descripción
Es un arbusto con las ramitas muy finas y suaves, las hojas erectas, lineales, triangulares rectas, obtusas, glabras, gibosas en la punta; Las flores umbeladas con pedúnculos más cortos que las hojas florales, las inflorescencias con numerosas flores. El fruto es una cápsula glabra.

## Taxonomía
Agathosma gonaquensis fue descrita por Eckl. & Zeyh. y publicado en Enumeratio Plantarum Africae Australis Extratropicae 110, en el año 1835.
Sinonimia
- Diosma gonaquensis (Eckl. & Zeyh.) D.Dietr.
- Hartogia gonaquensis Kuntze[4]